# Hospital Berenguer de Castelltort
L'Hospital Berenguer de Castelltort és una obra barroca de Cervera (Segarra).

## Descripció
Edifici de pedra, actualment arrebossat i pintat. L'edifici consta de tres plantes. A la planta baixa hi ha una porta d'arc de mig punt i una de quadrangular. A la primera planta hi ha tres balcons i dos finestres quadrangulars. Totes aquestes obertures semblen modernes. L'únic que conserva de l'antiga construcció és l'escut de Berenguer de Castelltort. La planta superior presenta una sèrie de finestres petites rectangulars, també fetes recentment. L'interior ha estat habilitat per a residència de la tercera edat. Presenta una petita església amb portada barroca, esculpida en carreus de marès, d'arc de mig punt amb columna lateral sobre base quadrada i una mènsula al centre. Una gran motllura protegeix l'escut de Berenguer de Castelltort. La rematen dos gerros i un rosetó. També presenta un campanar de cadireta amb dos cossos.

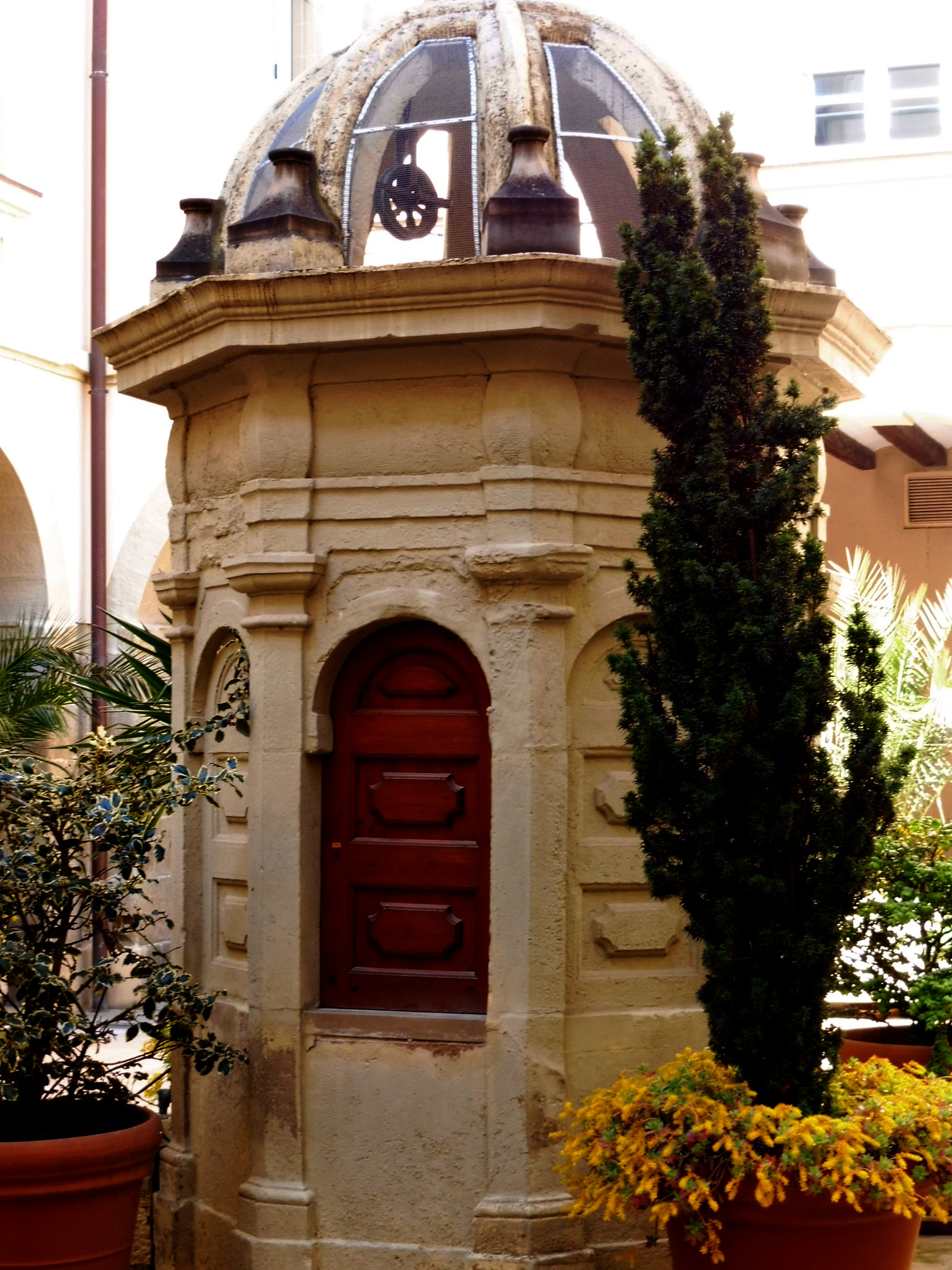
La cisterna del claustre

### Cisterna
Cisterna de pedra de grans dimensions que es troba al claustre. Té forma poligonal i presenta una sèrie d'arcuacions segades intercalades amb senzilles columnes amb entaulament. El conjunt és rematat per una cornisa volada de la que arrenquen una sèrie de nervis en disposició radial formant una cúpula. Damunt la cúpula hi ha una escultura dempeus que representa la figura de Sant Roc. El cap està lleugerament inclinat vers l'esquerra. Els cabells i la barba estan acuradament treballats. La cara és poc expressiva. Els ropatges presenten una sèrie de plecs en diferents direccions donant moviment a la figura. Tant la imatge com tot el conjunt es podria considerar barroc (segle xviii)

## Història
Berenguer de Castelltort, testamentàriament fundà l'hospital, que dugué el seu nom. Aquest volia que l'hospital amb capella fos instituït a la casa que ell habitava al carrer Major. L'execució del testament oferí dificultats perquè la casa no estava en bones condicions. Els paers de la Vila i els marmessors decidiren adquirir un pati i fer les construccions de bell nou. El lloc escollit fou el barri capcorral. En aquesta obre intervingueren els picapedrers Jaume Mestre, Guillem de la Força i el Mestre Major, Pere Areny. La capella era sumptuosa i ben construïda i l'Hospital era sobri a causa del concepte de l'època "pobres amb poca cosa en tenien prou". L'Hospital va ser traslladat posteriorment al monestir de monges clarisses. Al segle xviii fou enderrocat per edificar la Universitat i es construí al lloc on es troba actualment. L'any 1806 van arribar les monges que substituïen els antic s hospitalers en la cura de l'Hospital. El 1835 foren adjudicats a l'Hospital els béns dels convents desapareguts.
Actualment està molt reformat i només es veuen pedres de l'antiga institució en un mur lateral.